# RuPaul’s Drag Race UK/Staffel 2
Die zweite Staffel der Castingshow RuPaul's Drag Race UK begann am 14. Januar 2021 im BBC-Three-Bereich des BBC iPlayer und wurde im Streaming-Dienst WOW Presents Plus von World of Wonder ausgestrahlt. Das Casting wurde am 15. November 2019 abgeschlossen. Die Produktion wurde Mitte 2020 wegen der Covid-19-Pandemie abgebrochen und Ende 2020 wieder aufgenommen. Die Besetzung der 12 neuen Dragqueens wurde am 16. Dezember 2020 angekündigt und am 14. Januar 2021 wurde es uraufgeführt. Später wurde angekündigt, dass man eine speziale Folge RuPaul's Drag Race UK: Queens on Lockdown ausstrahlen würde, die das Leben der Dragqueens während des ersten Lockdowns zeige. Die speziale Folge wurde am 12. Februar ausgestrahlt.
Am 11. Februar 2021 in der fünften Folge der Staffel haben The United Kingdolls, die aus Castmates A'Whora, Bimini Bon-Boulash, Lawrence Chaney und Tayce bestand ihre Version von „UK Hun“ aufgeführt. Später wurde das Lied auf verschiedenen Musikplattformen veröffentlicht, zudem erreichte es Platz 27 in der offiziellen UK Charts.

## Teilnehmer
Die Besetzung wurde angekündigt am 16. Dezember 2020. Alter, Namen und Städten sind zurzeit Dreharbeiten angegeben.
| Teilnehmer         | Alter | Heimatstadt         | Ergebnis        |
| ------------------ | ----- | ------------------- | --------------- |
| Lawrence Chaney    | 23    | Glasgow, Schottland | Gewinner        |
| Bimini Bon-Boulash | 26    | Norwich, England    | Zweitplatzierte |
| Tayce              | 25    | Newport, Wales      | Zweitplatzierte |
| Ellie Diamond      | 21    | Dundee, Schottland  | 4. Platz        |
| A'Whora            | 23    | Worksop, England    | 5. Platz        |
| Sister Sister      | 31    | Liverpool, England  | 6. Platz        |
| Tia Kofi           | 30    | Essex, England      | 7. Platz        |
| Joe Black (1)      | 30    | Brighton, England   | 8. Platz        |
| Veronica Green (2) | 34    | Rochdale, England   | 9. Platz        |
| Ginny Lemon (3)    | 31    | Worcester, England  | 10. Platz       |
| Asttina Mandella   | 27    | Ostlondon, England  | 11. Platz       |
| Cherry Valentine   | 26    | Darlington, England | 12. Platz       |

(1) Joe Black belegte ursprünglich den 12. Platz, bevor er zum Wettbewerb zurückkehren durfte.
(2) Veronica Green musste sich aus dem Wettbewerb zurückziehen, nachdem sie positiv auf COVID-19 getestet wurde. Veronica hat jedoch eine Einladung für die dritte Staffel erhalten.
(3) Ginny Lemon verlor die Lippensynchronisation, indem sie während der Aufführung die Bühne verließ.

## Fortschritt der Teilnehmer
| Teilnehmer | 1    | 2    | 3    | 4    | 5    | 6    | 7    | 8    | 9    | 10               |
| ---------- | ---- | ---- | ---- | ---- | ---- | ---- | ---- | ---- | ---- | ---------------- |
| Lawrence   | HOCH | NIED | GWIN | GWIN | GWIN | UNT2 | SAFE | HOCH | HOCH | Gewinner         |
| Bimini     | UNT2 | SAFE | HOCH | HOCH | GWIN | GWIN | SAFE | GWIN | GWIN | Zweitplatzierter |
| Tayce      | GWIN | GWIN | SAFE | SAFE | GWIN | HOCH | UNT2 | UNT2 | UNT2 | Zweitplatzierter |
| Ellie      | HOCH | HOCH | SAFE | SAFE | NIED | SAFE | HOCH | NIED | UNT2 | Eliminiert       |
| A'Whora    | SAFE | SAFE | HOCH | HOCH | GWIN | NIED | GWIN | ELIM |      | Gast             |
| Sister     | NIED | SAFE | HOCH | UNT2 | NIED | SAFE | ELIM |      |      | Gast             |
| Tia        | SAFE | HOCH | UNT2 | SAFE | UNT2 | ELIM |      |      |      | Gast             |
| Joe        | ELIM |      |      |      | ELIM |      |      |      |      | Gast             |
| Veronica   | SAFE | UNT2 | HOCH | NIED | DISQ |      |      |      |      | Gast             |
| Ginny      | SAFE | SAFE | NIED | QUIT |      |      |      |      |      | Gast             |
| Asttina    | SAFE | SAFE | ELIM |      | AUß  |      |      |      |      | Gast             |
| Cherry     | SAFE | ELIM |      |      | AUß  |      |      |      |      | Gast             |

_ der Teilnehmer hat RuPaul's Drag Race gewonnen.
_ der Teilnehmer wurde Zweiter.
_ der Teilnehmer war im Finale eliminiert.
_ der Teilnehmer hat die Herausforderung gewonnen.
_ der Teilnehmer erhielt positive Kritiken und wurde letztlich sicher.
_ der Teilnehmer erhielt Kritiken aber wurde letztlich sicher.
_ der Teilnehmer erhielt keine Kritiken und wurde sicher.
_ der Teilnehmer erhielt negative Kritiken aber, wurde letztlich sicher.
_ der Teilnehmer wurde in den unteren 2 der Herausforderung.
_ der Teilnehmer wurde eliminiert.
_ der Teilnehmer wurde eliminiert, kehrte dann zum Wettbewerb zurück, wurde jedoch später in derselben Episode erneut eliminiert.
_ der Teilnehmer kamen zurück, um zum Wettbewerb zurückzukehren, wurden aber nicht gewählt.
_ der Teilnehmer wurde in den unteren 2 der Herausforderung, aber sie haben die Lippensynchronisation verwirkt.
_ der Teilnehmer wurde positiv auf Covid-19 getestet und musste daher verlassen.
_ der Teilnehmer kehrten als Gast für diese Folge zurück.

## Lippensynchronisationen
| Folge | Teilnehmer                                       | Teilnehmer                                       | Teilnehmer                                       | Lied                                                    | Eliminiert         |
| ----- | ------------------------------------------------ | ------------------------------------------------ | ------------------------------------------------ | ------------------------------------------------------- | ------------------ |
| 1     | Bimini Bon-Boulash                               | vs.                                              | Joe Black                                        | "Relax" (Frankie Goes to Hollywood)                     | Joe Black          |
| 2     | Cherry Valentine                                 | vs.                                              | Tayce                                            | "Memory" (Elaine Paige)                                 | Cherry Valentine   |
| 3     | Asstina Mandella                                 | vs.                                              | Tia Kofi                                         | "Don’t Start Now" (Dua Lipa)                            | Asttina Mandella   |
| 4     | Ginny Lemon                                      | vs.                                              | Sister Sister                                    | "You Keep Me Hangin' On" (Kim Wilde)                    | Ginny Lemon        |
| 5     | Joe Black                                        | vs.                                              | Tia Kofi                                         | "Don't Leave Me This Way" (The Communards)              | Joe Black          |
| 6     | Lawrence Chaney                                  | vs.                                              | Tia Kofi                                         | "Touch Me (All Night Long)" (Cathy Dennis)              | Tia Kofi           |
| 7     | Sister Sister                                    | vs.                                              | Tayce                                            | "Don't Be So Hard on Yourself" (Jess Glynne)            | Sister Sister      |
| 8     | A'Whora                                          | vs.                                              | Tayce                                            | "You Don't Have To Say You Love Me" (Dusty Springfield) | A'Whora            |
| 9     | Ellie Diamond                                    | vs.                                              | Tayce                                            | "Last Thing On My Mind" (Steps)                         | Niemand            |
| 10    | Bimini Bon-Boulash vs. Lawrence Chaney vs. Tayce | Bimini Bon-Boulash vs. Lawrence Chaney vs. Tayce | Bimini Bon-Boulash vs. Lawrence Chaney vs. Tayce | "I'm Still Standing" (Elton John)                       | Bimini Bon-Boulash |
| 10    | Bimini Bon-Boulash vs. Lawrence Chaney vs. Tayce | Bimini Bon-Boulash vs. Lawrence Chaney vs. Tayce | Bimini Bon-Boulash vs. Lawrence Chaney vs. Tayce | "I'm Still Standing" (Elton John)                       | Tayce              |

_ der Teilnehmer wurde nach ihrem ersten Mal in der unteren 2 eliminiert.
_ der Teilnehmer wurde nach ihrem zweiten Mal in der unteren 2 eliminiert.
_ der Teilnehmer wurde nach ihrem dritten Mal in der unteren 2 eliminiert.
_ der Teilnehmer hat die Lippensynchronisation verwirkt.
_ die Teilnehmer wurde nach der Lippensynchronisation für die Krone eliminiert.

## Gastjuroren
- Elizabeth Hurley, Schauspielerin, Produzentin und Model
- Sheridan Smith, Schauspielerin und Sängerin
- Jourdan Dunn, Model und Schauspielerin
- Lorraine Kelly, Fernsehmoderatorin
- MNEK, Sänger
- Jessie Ware, Sängerin
- Maya Jama, Fernsehmoderatorin
- Dawn French, Schauspielerin, Komikerin, Schriftstellerin und Presenter

### Besondere Gäste
Hier sind Gäste, die in Episoden erscheinen haben, aber hat nicht auf der Hauptbühne beurteilt.
Folge 1
- Kevin McDaid, Fotograf

Folge 2
- Dane Chalfin, Vocalcoach
- Jay Revell, Choreograf
- Kieran Daley Ward, Choreograf

Folge 3
- Jodie Harsh, Dragqueen, DJ und Musikproduzentin

Folge 4
- Ian Masterson, Produzent und Songschreiber

Folge 6
- Gemma Collins, Medienpersönlichkeit und Kauffrau
- The Vivienne, Gewinner von der ersten Staffel von RuPaul’s Drag Race UK
- Baga Chipz, Teilnehmer von der ersten Staffel von RuPaul’s Drag Race UK

Folge 7
- Raven, Zweitplatzierter von der zweiten Staffel von RuPaul’s Drag Race und die erste Staffel von All Stars

Folge 9
- Natalie Cassidy, Eastenders Schauspielerin

Folge 10
- Jay Revell, Choreograf

## Episodenliste
| Nr. (ges.) | Nr. (St.) | Originaltitel     | Zusammenfassung | Erstausstrahlung das UK |
| ---------- | --------- | ----------------- | --- | ----------------------- |
| 9          | 1         | Royalty Returns   | Das preisgekrönte RuPaul's Drag Race UK kommt für seine zweite Staffel zu unseren Fernsehern zurück. Zwölf der fabelhafteste Dragqueens des Vereinigten Königreiches werden für die Krone und der Titel der nächsten Drag Race Superstar von dem UK konkurrieren. | 14. Jan. 2021           |
| 10         | 2         | Rats: The Rusical | Das ist die zweite Folge von RuPaul's Drag Race UK (Staffel 2) | 21. Jan. 2021           |